# GSC2530-434
GSC2530-434 — хімічно пекулярна зоря спектрального класу A7, що має видиму зоряну величину в смузі V приблизно  9,7.